# 约翰·加里斯
约翰·布拉斯克·加里斯（英語：John Brasker Garris，1959年6月6日—），美国NBA联盟前职业篮球运动员。他在1983年的NBA选秀中第2轮第27顺位被克里夫兰骑士选中。